# Cyanoramphus ulietanus
Cyanoramphus ulietanus là một loài chim trong họ Psittacidae.